# Deuxième district congressionnel de l'Illinois
Le 2e district congressionnel de l'Illinois est un district de l'État américain de l'Illinois. Basé dans la banlieue sud de Chicago, le district comprend le sud du Comté de Cook, l'est du Comté de Will et le Comté de Kankakee, ainsi que l'extrême sud-est de la ville de Chicago.
Le district est actuellement représenté par la démocrate Robin Kelly.

## Histoire
Le 2e district congressionnel de l'Illinois est adjacent au 1er district congressionnel au nord et à l'ouest, au 16e district congressionnel au sud et au 1er district congressionnel de l'Indiana à l'est. La frontière nord-est du district suit le rivage du Lac Michigan sur plusieurs kilomètres. Le district a été créé à la suite du recensement américain de 1830 et a vu le jour en 1833, cinq mois avant que Chicago ne soit organisée en ville. Le 2e district comprenait initialement le sud-est de l'Illinois jusqu'en 1853 et s'étend du nord de l'Illinois jusqu'en 1873. Il est basé à Chicago depuis 1853 et une partie du côté sud-est depuis 1903. Le redécoupage après le recensement américain de 2000 a placé la majorité de la population du district à l'extérieur de Chicago pour la première fois en 100 ans et a déplacé les frontières du district au-delà du Comté de Cook pour la première fois depuis 1873.
Comme dans le 1er district voisin, la majorité des habitants de ce quartier (62,4 %) sont afro-américains. Le quartier est fortement Démocrate depuis les années 1960; il a été aux mains des démocrates pendant tous les mandats sauf deux depuis 1935 et a élu pour la dernière fois un Républicain au Congrès en 1950. Les candidats démocrates au Congrès reçoivent régulièrement plus de 80 % des voix ici. Il est détenu par des Représentants noirs depuis 1981.

### Démographie
Le côté sud-est de Chicago a été pendant de nombreuses décennies le foyer de nombreux immigrants d'Europe de l'Est et irlandais qui cherchaient le travail industriel des aciéries et des compagnies de chemin de fer qui dominaient alors dans la région. Cependant, alors que l'industrie locale déclinait dans les années 1950 et 1960, ces groupes étaient de plus en plus déplacés par des Afro-Américains qui migraient progressivement vers le sud depuis d'autres parties de la ville. Alors qu'à peine 20 % des résidents du district étaient noirs dans les années 1960, ce chiffre est passé à 70 % dans les années 1980, et dans les années 1990, la démographie raciale des 1er et 2e districts congressionnel était très similaire. Dans le même temps, la diminution de la population dans le district a nécessité d'étendre ses frontières dans les banlieues, et il est maintenant près de trois fois plus grand qu'il ne l'était dans les années 1980, alors qu'il ne couvrait que 68 miles carrés (180 km2).
À la suite du redécoupage des années 2000 (décennie), 59 % de la population du 2e district réside dans la banlieue, avec un total de 98,4 % vivant dans le Comté de Cook. La population blanche du quartier (près de 30 % de ses habitants) réside désormais principalement dans la banlieue sud et dans quelques quartiers de l'extrême sud-est de Chicago tels que East Side et Hegewisch.
Plusieurs banlieues plus proches de Chicago près de l'Interstate 57 ont des populations noires dépassant 75 % : Calumet Park, Country Club Hills, Dolton, Harvey, Hazel Crest, Markham, Matteson, Phoenix, Richton Park, Riverdale et University Park. En revanche, il y a cinq banlieues plus au sud-est avec des populations blanches dépassant 75 % - Homewood, Lansing, South Chicago Heights, Steger et Thornton - bien qu'elles entourent Ford Heights, avec une population d'environ 2800 seulement, la population la plus racialement unilatérale du district (96 % noir). Chicago Heights présente le mélange racial le plus homogène, avec une population à 45 % blanche et 38 % noire. Les groupes ethniques blancs les plus importants du district sont les Allemands (5,8 %), les Irlandais (4,4 %), les Polonais (4,4 %) et les Italiens (3,1 %), comme dans d'autres districts du sud du Comté de Cook.
Les Hispaniques représentent 10 % de la population du district, avec des communautés importantes dans East Side et Chicago Heights. Le quartier South Shore de Chicago a longtemps été le foyer d'une communauté juive qui a depuis migré vers des banlieues telles que Homewood et Flossmoor. South Shore est maintenant principalement une communauté noire de la classe moyenne et abrite également une minorité notable de musulmans noirs, y compris le siège national de la Nation of Islam, la mosquée Maryam.
Le quartier comprend de fortes disparités économiques. Olympia Fields, Country Club Hills et Matteson sont des banlieues aisées à majorité noire, mais Ford Heights (à seulement quatre miles à l'est d'Olympia Fields) est l'un des endroits les plus pauvres des États-Unis, avec un revenu médian des ménages de seulement 17 500 dollars en 2000. – moins de 42 % de la moyenne nationale. Il abrite plus de mères célibataires par habitant que n'importe où ailleurs dans le pays.

## Géographie

### Redécoupage de 2011
Le district couvre des parties des comtés de Cook et Will et de tout Kankakee, à partir du redécoupage de 2011 qui a suivi le recensement de 2010. Tout ou partie de Bradley, Bourbonnais, Calumet City, Chicago, Chicago Heights, Country Club Hills, Dolton, Harvey, Hazel Crest, Homewood, Kankakee, Lansing, Markham, Matteson, Park Forest, Richton Park, Riverdale, Sauk Village, Steger et Thornton sont inclus. Les Représentants de ces districts ont été élus lors des élections primaires et générales de 2012, et les limites sont entrées en vigueur le 3 janvier 2013.

### Redécoupage de 2021
| #   | Comté      | Siège    | Population |
| --- | ---------- | -------- | ---------- |
| 19  | Champaign  | Urbana   | 205 943    |
| 31  | Cook       | Chicago  | 5 173 146  |
| 53  | Ford       | Paxton   | 13 511     |
| 75  | Iroquois   | Watseka  | 26 827     |
| 91  | Kankakee   | Kankakee | 106 601    |
| 105 | Livingston | Pontiac  | 35 664     |
| 183 | Vermillion | Danville | 73 095     |
| 197 | Will       | Joliet   | 697 252    |

### Villes et CDP de 10 000 habitants ou plus
- Chicago - 2 665 039
- Calumet City - 36 033
- Danville - 29 204
- Lansing - 29 076
- Chicago Heights - 27 480
- Kankakee - 24 052
- Blue Island - 22 558
- Park Forest - 21 687
- South Holland - 21 465
- Dolton - 21 426
- Harvey - 20 324
- Frankfort - 20 296
- Matteson - 19 073
- Bourbonnais - 18 164
- Country Club Hills - 16 775
- Bradley - 15 419
- Hazel Crest - 13 382
- Richton Park - 12 775
- Rantoul - 12 371
- Markham - 11 661
- Pontiac - 11 150
- Riverdale - 10 663

### Villes de 2 500 à 10 000 personnes
- Sauk Village - 9 921
- Flossmoor - 9 704
- Steger - 9 584
- Lynwood - 9 116
- Glenwood - 8 662
- Crete - 8 465
- University Park - 7 145
- Monee - 5 128
- Hoopeston - 4 915
- Olympia Fields - 4 718
- Beecher - 4 713
- Watseka - 4 679
- Paxton - 4 450
- Peotone - 4 150
- Burnham - 4 046
- Dwight - 4 032
- South Chicago Heights - 4 026
- Fairbury - 3 633
- Gibson City - 3 475
- Westville - 3 167
- Momence - 3 117
- Dixmoor - 2 973
- Tilton - 2 660

Après le redécoupage de 2020, le district englobera toujours la banlieue sud de Chicago, l'est du Comté de Will, la majeure partie du Comté de Kankakee et l'extrême sud-est de Chicago. De plus, il prend maintenant le Comté d'Iroquois; la plupart de Ford et de Vermillion ; l'est du Comté de Livingston incluant la moitié de Pontiac; et la partie du Comté de Champaign au nord de la route de comté 3000 N.
Le 2e district comprend les quartiers de Chicago de Hegewisch et Riverdale ; la plupart de South Deering et Pullman; la partie côtière de Kenwood ; la partie est de Woodlawn et Hyde Park occupant Jackson Park ; la partie de South Shore à l'est de East 71st Street et South Yates Blvd (y compris Rainbow Beach Park); et une partie de Roseland.
En dehors des limites de la ville de Chicago, le district comprend les communautés du Comté de Cook de Riverdale, Dolton, South Holland, Chicago Heights, Sauk Village, Park Forest (partagé avec le Comté de Will), Lansing, Burnham, Calumet City, Phoenix, Hazel Crest, Thornton, Flossmoor, Glenwood, Olymmpia Fields, Ford Heights, Lynwood, Richton Park, South Chicago Heights, et Steger (partagé avec le Comté de Will ; une partie de Blue Island; partie de Dixmoor; partie de Markham; partie de Frankfort (partagé avec le Comté de Will); majorité de Harvey; majorité de Country Club Hills et majorité de Mateson.
Le Comté de Will est divisé entre ce district et le 1er district. Ils sont divisés par South Harlem Ave, West Peotone Rd, North Peotone Rd, West Kennedy Rd, Rock Creek et South Center Rd. Le 2e district comprend les municipalités de Peotone, Beecher, Crete, Steger (partagé avec le Comté de Cook), Park Forest (partagé avec le Comté de Cook), Monee, University Park, Goodenow, Plum Valley, Willowbrook, Eagle Lake et une partie de Frankfort (partagé avec le Comté de Cook).
Le Comté de Kankakee est divisé entre ce district et le 1er district. Ils sont divisés par North 5000E Rd, East 6000N Rd, Cardinal Drive, Durham St, East Armor Rd, East Marsile St, Bisallion Ave et la rivière Kankakee. Le 2e district comprend les municipalités de Kankakee, Momence, Aroma Park, Grant Park, Herscher, Hopkins Park, St. Anne, Sun River Terrace, Sammons Point, Chebanse (partagé avec le Comté d'Iroquois), Irwin, Limestone, Bonfield, Reddick, Union Hill, Buckingham, Cabery (partagé avec le Comté de Ford) ; la plupart de Bradley ; et la moitié de Bourbonnais.
Le Comté de Vermillion est divisé entre ce district et le 15e district. Ils sont divisés par Twin Hills Rd, 1730 East, 1295 North, 1700 East, 1200 North, 1670 Rd East, 1050 North, Highway 150, Westville Ln, 1100 North, 800 East, 1200 North et Lincoln Trail Rd. Le 2e district englobe les municipalités de Danville, Tilton, Bismarck, Hoopeston, Rankin, East Lynn, Roosville, Potomac, Henning, Alvin, Fithian, Muncie, Oakwood, Catlin, Westville et Belgium.
Le Comté de Ford est divisé entre ce district et le 16e district. Ils sont divisés par E 900N Rd, N Melvin St, E 8th St et N 500E Rd. Le 2e district comprend les municipalités de Paxton, Cabery (partagé avec le Comté de Kankakee), Elliott, Kempton, Piper City, Roberts, Sibley, Melvin, Roberts et une partie de Gibson City.
Le Comté de Livingston est divisé entre ce district et le 16e district. Ils sont divisés par N 1800 Rd East, E 1550 Rd North, N 1600 Rd East, E 1500 Rd North, N 1500 Rd East, W Reynolds St, Highway 55, The Slough, E 1830 Rd North, Old IL-66 South, N 1700 Rd East, N 2125 Rd North et N 1800 Rd East. Le 2e district englobe les municipalités de Fairbury, Chatsworth, Strawn, Forrest, Saunemin, Cullom, Odell, Emington, Campus ; la majorité de Dwight et la moitié de Pontiac.
Le Comté de Champaign est divisé entre ce district, le 13e district et le 15e district. Ils sont divisés par la route de comté 3000 N, la route de comté 1200 E, la rue East Chandler et la route de comté 2000 E. Le 2e district englobe les municipalités de Rantoul, Dewey, Ludlow et Foosland ; la plupart de Fisher et une partie de Gifford.

## Économie
Le 2e district congressionnel a été, pendant la majeure partie du 20e siècle, un centre florissant de l'industrie lourde centré autour du Lac Calumet et du Port de Chicago, complété par l'industrie ferroviaire à proximité qui avait la Pullman Company comme pièce maîtresse. L'industrie sidérurgique était un élément majeur, U.S. Steel employant à un moment donné 20 000 habitants du district, mais l'aciérie du Wisconsin à South Deering a fermé ses portes en mars 1980 et l'usine South Works d'U.S. Steel à South Chicago - source du l'acier pour les gratte-ciel de Chicago, dont la Sears Tower - a été fermé en avril 1992; les deux ont depuis été démantelés. Pratiquement le dernier vestige de l'industrie dans la région est ISG Riverdale (anciennement Acme Steel Co.), qui a commencé une fermeture en 2001 avant d'être vendue et restructurée en une petite entreprise. La présence industrielle restante la plus importante dans le district est maintenant la Ford Motor Company, qui exploite l'usine d'assemblage de Chicago (où le Ford Explorer est fabriqué) à la frontière entre South Deering et Hegewisch, ainsi que l'usine de Chicago Stamping à Chicago Heights. Comme le 1er district, le quartier peine à surmonter les ralentissements économiques des dernières décennies.
Les établissements d'enseignement locaux comprennent la Governors State University à University Park, la Chicago State University à Roseland, le Prairie State College à Chicago Heights, le South Suburban College à South Holland et Olive-Harvey College, un collège de la ville de Chicago, à Pullman. L'Université de Chicago est directement à l'ouest de l'extrémité nord du district. Les hôpitaux du district comprennent l'Hôpital Ingalls Memorial à Harvey, l'Hôpital Advocate South Suburban à Hazel Crest, les hôpitaux St.James à Chicago Heights et Olympia Fields, l'Hôpital Advocate Trinity à Calumet Heights, l'Hôpital pour enfants La Rabida à Woodlawn, l'Hôpital South Shore à South Chicago. et l'Hôpital communautaire de Roseland à Roseland.
Le Musée des sciences et de l'industrie est situé presque à la pointe nord du quartier. Diverses zones de la Cook County Forest Preserves sont dispersées dans la partie suburbaine du district, en particulier dans la zone au nord-est de Chicago Heights. Parmi les autres présences commerciales et industrielles notables dans le district, citons Jays Foods , un fabricant de grignotines basé à Pullman ; la Norfolk Soutern Railway; Allied Tube and Conduit, un fabricant de tuyauterie et d'électricité à Harvey [2] ; et UGN Inc., un fabricant d'insonorisation automobile à Chicago Heights.
Les installations fédérales du district comprennent la station de la Garde côtière Calumet Harbour [4] [5] dans le côté est et le centre de réserve de l'armée commémorative des vétérans du Vietnam, siège de la 308e brigade des affaires civiles, à Homewood.
En plus du Jackson Park Historic Landscape District et l'U-505 du Musée des sciences et de l'industrie, les emplacements du district du National Register of Historic Places comprennent:
- AVR 661, South Deering
- Bloom Township High School, Chicago Heights
- Calumet Park, East Side
- Flamingo-on-the-Lake Apartments, Hyde Park
- Flat Iron Building, Chicago Heights
- Ford Airport Hangar, Lansing
- Hotel Del Prado, Hyde Park
- Jeffery-Cyril Historic District, South Shore
- Lake-Side Terrace Apartments, South Shore
- Allan Miller House, South Shore
- Olympia Fields Country Club, Olympia Fields
- Pacesetter Gardens Historic District, Riverdale (suburb)
- Palmer Park, Roseland
- Promontory Apartments, Hyde Park
- Pullman Historic District National Historic Landmark, Pullman
- Shoreland Hotel, Hyde Park
- South Shore Beach Apartments, South Shore
- South Shore Country Club, South Shore
- Trumbull Park, South Deering

## Historique de vote
Ce tableau indique comment le district a voté aux Présidentielles ; les résultats des élections reflètent le vote dans la circonscription telle qu'elle était configurée au moment de l'élection, et non telle qu'elle est configurée aujourd'hui.
| Année | Poste     | Résultats               |
| ----- | --------- | ----------------------- |
| 2000  | Président | Gore 81,0 % - 17,0 %    |
| 2004  | Président | Kerry 84,0 % - 16,0 %   |
| 2008  | Président | Obama 90,0 % - 10,0 %   |
| 2012  | Président | Obama 80,0 % - 18,0 %   |
| 2016  | Président | Clinton 78,0 % - 19,0 % |
| 2020  | Président | Biden 77,0 % - 21,0 %   |

Ce tableau indique comment le district a voté lors des récentes élections à l'échelle de l'État ; les résultats des élections reflètent le vote dans la circonscription telle qu'elle est actuellement configurée, pas nécessairement telle qu'elle était au moment de ces élections.
| Année | Office            | Résultats                   |
| ----- | ----------------- | --------------------------- |
| 2016  | Président         | Clinton 69,1 % – 26,8 %     |
| 2016  | Sénat             | Duckworth 69,0 % – 26,5 %   |
| 2018  | Gouverneur        | Pritzker 69,1 % – 25,7 %    |
| 2018  | Procureur Général | Raoul 68,6 % – 29,5 %       |
| 2018  | Secrétaire d'État | White 78,7 % – 19,3 %       |
| 2020  | Président         | Biden 69,3 % – 29,3 %       |
| 2020  | Sénat             | Durbin 62,6 % – 26,0 %      |
| 2022  | Sénat             | Duckworth 68,1 % – 30,5 %   |
| 2022  | Gouverneur        | Pritzker 65,9 % – 32,0 %    |
| 2022  | Procureur Général | Raoul 66,3 % – 31,9 %       |
| 2022  | Secrétaire d'État | Giannoulias 66,1 % – 32,0 % |

### Représentants connus du district
| Nom                       | Notes |
| ------------------------- | --- |
| John Wentworth            | Élu 21e Maire de Chicago (1860 - 1861) |
| John F. Farnsworth        | A servi comme colonel de l'Armée de l'Union durant la Guerre de Sécession (1861 - 1863) |
| John Alexander McClernand | A servi comme brigadier général et major général de l'Armée de l'Union durant la Guerre de Sécession (1861 - 1864) |
| Carter Harrison Sr.       | Élu 29e Maire de Chicago (1879 - 1887) Élu 33e Maire de Chicago (1893) |
| William Lorimer           | Élu Sénateur de l'Illinois (1909 - 1912) |
| James Robert Mann         | A servi comme Leader de la Minorité de la Chambre des Représentants des États-Unis (1911 - 1919) |
| Abner Mikva (en)          | Désigné Juge à la Cour d'Appel du District de Columbia (1979 - 1994) A servi comme Juge en Chef de la Cour d'Appel du District de Columbia (1991 - 1994) A servi comme Conseiller de la Maison Blanche pour Bill Clinton (1994 - 1995) |

## Liste des Représentants du district
| Membre                          | Parti                      | Années                              | Congrès     | Histoire électorale |
| ------------------------------- | -------------------------- | ----------------------------------- | ----------- | --- |
| District établit le 4 mars 1833 |                            |                                     |             | |
| Zadok Casey (en)                | Jacksonien (en)            | 4 mars 1833 - 3 mars 1837           | 23e , 24e   | Élu en 1832. Réélu en 1834. Réélu en 1836. Réélu en 1838. Réélu en 1840. Perds sa réélection. |
| Zadok Casey (en)                | Démocrate                  | 4 mars 1837 - 3 mars 1841           | 25e - 26e   | Élu en 1832. Réélu en 1834. Réélu en 1836. Réélu en 1838. Réélu en 1840. Perds sa réélection. |
| Zadok Casey (en)                | Démocrate Indépendant (en) | 4 mars 1841 - 3 mars 1843           | 27e         | Élu en 1832. Réélu en 1834. Réélu en 1836. Réélu en 1838. Réélu en 1840. Perds sa réélection. |
| John Alexander McClernand       | Démocrate                  | 4 mars 1843 - 3 mars 1851           | 28e - 31e   | Élu en 1842. Réélu en 1844. Réélu en 1846. Réélu en 1848. Retrait. |
| Willis Allen (en)               | Démocrate                  | 4 mars 1851 - 3 mars 1853           | 32e         | Élu en 1850. Redécoupage vers le 9e district congressionnel. |
| John Wentworth                  | Démocrate                  | 4 mars 1853 - 3 mars 1855           | 33e         | Élu en 1852. |
| James H. Woodworth (en)         | Républicain                | 4 mars 1855 - 3 mars 1857           | 34e         | Élu en 1854. Retrait. |
| John F. Farnsworth              | Républicain                | 4 mars 1857 - 3 mars 1861           | 35e , 36e   | Élu en 1856. Réélu en 1858. Retrait. |
| Isaac N. Arnold (en)            | Républicain                | 4 mars 1861 - 3 mars 1863           | 37e         | Élu en 1860. Redécoupage vers le 1er district. |
| John F. Farnsworth              | Républicain                | 4 mars 1863 - 3 mars 1873           | 38e - 42e   | Élu en 1862. Réélu en 1864. Réélu en 1866. Réélu en 1868. Réélu en 1870. Perds sa renomination. |
| Jasper D. Ward (en)             | Républicain                | 4 mars 1873 - 3 mars 1875           | 43e         | Élu en 1872. Perds sa réélection. |
| Carter H. Harrison              | Démocrate                  | 4 mars 1875 - 3 mars 1879           | 44e , 45e   | Élu en 1874. Réélu en 1876. Retrait. |
| George R. Davis (en)            | Républicain                | 4 mars 1879 - 3 mars 1883           | 46e , 47e   | Élu en 1878. Réélu en 1880. Redécoupage vers le 3e district. |
| John F. Finerty (en)            | Démocrate Indépendant (en) | 4 mars 1883 - 3 mars 1885           | 48e         | Élu en 1882. |
| Frank Lawler (en)               | Démocrate                  | 4 mars 1885 - 3 mars 1891           | 49e - 51e   | Élu en 1884. Réélu en 1886. Réélu en 1888. |
| Lawrence E. McGann (en)         | Démocrate                  | 4 mars 1891 - 3 mars 1895           | 52e , 53e   | Élu en 1890. Réélu en 1892. Redécoupage vers le 3e district. |
| William Lorimer                 | Républicain                | 4 mars 1895 - 3 mars 1901           | 54e - 56e   | Élu en 1894. Réélu en 1896. Réélu en 1898. Perds sa réélection. |
| John J. Feely (en)              | Démocrate                  | 4 mars 1901 - 3 mars 1903           | 57e         | Élu en 1900. Retrait. |
| James Robert Mann               | Républicain                | 4 mars 1903 - 30 novembre 1922      | 58e - 67e   | Redécoupage depuis le 1er district et réélu en 1902. Réélu en 1904. Réélu en 1906. Réélu en 1908. Réélu en 1910. Réélu en 1912. Réélu en 1914. Réélu en 1916. Réélu en 1918. Réélu en 1920. Réélu en 1922. Décès. |
| Vacant                          | Vacant                     | 30 novembre 1922 - 3 avril 1923     | 67e , 68e   | |
| Morton D. Hull (en)             | Républicain                | 3 avril 1923 - 3 mars 1933          | 68e - 72e   | Élu pour terminer le mandat de Mann. Réélu en 1924. Réélu en 1926. Réélu en 1928. Réélu en 1930. Retrait. |
| P. H. Moynihan                  | Républicain                | 4 mars 1933 - 3 janvier 1935        | 73e         | Élu en 1932. Perds sa réélection. |
| Raymond S. McKeough (en)        | Démocrate                  | 3 janvier 1935 - 3 janvier 1943     | 74e - 77e   | Élu en 1934. Réélu en 1936. Réélu en 1938. Réélu en 1940. Retrait. |
| William A. Rowan (en)           | Démocrate                  | 3 janvier 1943 - 3 janvier 1947     | 78e , 79e   | Élu en 1942. Réélu en 1944. Perds sa réélection. |
| Richard B. Vail (en)            | Républicain                | 3 janvier 1947 - 3 janvier 1949     | 80e         | Élu en 1946. Perds sa réélection. |
| Barratt O'Hara (en)             | Démocrate                  | 3 janvier 1949 - 3 janvier 1951     | 81e         | Élu en 1948. Perds sa réélection. |
| Richard B. Vail (en)            | Républicain                | 3 janvier 1951 - 3 janvier 1953     | 82e         | Élu en 1950. Perds sa réélection. |
| Barratt O'Hara (en)             | Démocrate                  | 3 janvier 1953 - 3 janvier 1969     | 83e - 90e   | Élu en 1952. Réélu en 1954. Réélu en 1956. Réélu en 1958. Réélu en 1960. Réélu en 1962. Réélu en 1964. Réélu en 1966. Perds sa renomination.                                                                      |
| Abner Mikva (en)                | Démocrate                  | 3 janvier 1969 - 3 janvier 1973     | 91e , 92e   | Élu en 1968. Réélu en 1970. Redécoupage vers le 10e district et perds sa réélection. |
| Morgan F. Murphy (en)           | Démocrate                  | 3 janvier 1973 - 3 janvier 1981     | 93e - 96e   | Redécoupage depuis le 3e district et réélu en 1972. Réélu en 1974. Réélu en 1976. Réélu en 1978. Retrait. |
| Gus Savage                      | Démocrate                  | 3 janvier 1981 - 3 janvier 1993     | 97e - 102e  | Élu en 1980. Réélu en 1982. Réélu en 1984. Réélu en 1986. Réélu en 1988. Réélu en 1990. Perds sa renomination. |
| Mel Reynolds                    | Démocrate                  | 3 janvier 1993 - 1er octobre 1995   | 103e , 104e | Élu en 1992. Réélu en 1994. Démissionne. |
| Vacant                          | Vacant                     | 1er octobre 1995 - 12 décembre 1995 | 104e        | |
| Jesse Jackson Jr.               | Démocrate                  | 12 décembre 1995 - 21 novembre 2012 | 104e - 112e | Élu pour terminer le mandat de Reynold. Réélu en 1996. Réélu en 1998. Réélu en 2000. Réélu en 2002. Réélu en 2004. Réélu en 2006. Réélu en 2008. Réélu en 2010. Réélu en 2012 mais démissionne.                   |
| Vacant                          | Vacant                     | 21 novembre 2012 - 9 avril 2013     | 112e , 113e | |
| Robin Kelly                     | Démocrate                  | 9 avril 2013 - Présent              | 113e - 118e | Élue pour terminer le mandat de Jackson. Réélue en 2014. Réélue en 2016. Réélue en 2018. Réélue en 2020. Réélue en 2022.                                                                                          |

## Résultats des récentes élections
Voici les résultats des dix précédents cycles électoraux dans le district.

### 2004
| Élection de 2004 du 2e district congressionnel de l'Illinois | Élection de 2004 du 2e district congressionnel de l'Illinois | Élection de 2004 du 2e district congressionnel de l'Illinois | Élection de 2004 du 2e district congressionnel de l'Illinois | Élection de 2004 du 2e district congressionnel de l'Illinois |
| ------------------------------------------------------------ | ------------------------------------------------------------ | ------------------------------------------------------------ | ------------------------------------------------------------ | ------------------------------------------------------------ |
| Parti                                                        | Parti                                                        | Candidat                                                     | Votes                                                        | %                                                            |
|                                                              | Démocrate                                                    | Jesse Jackson Jr. (sortant)                                  | 202 176                                                      | 88,34                                                        |
|                                                              | Libertarien                                                  | Stephanie Sailor                                             | 26 693                                                       | 11,66                                                        |
| Total des votes                                              | Total des votes                                              | Total des votes                                              | 228 869                                                      | 100 %                                                        |
|                                                              | Les Démocrates conservent                                    |                                                              |                                                              |                                                              |

### 2006
| Élection de 2006 du 2e district congressionnel de l'Illinois | Élection de 2006 du 2e district congressionnel de l'Illinois | Élection de 2006 du 2e district congressionnel de l'Illinois | Élection de 2006 du 2e district congressionnel de l'Illinois | Élection de 2006 du 2e district congressionnel de l'Illinois |
| ------------------------------------------------------------ | ------------------------------------------------------------ | ------------------------------------------------------------ | ------------------------------------------------------------ | ------------------------------------------------------------ |
| Parti                                                        | Parti                                                        | Candidat                                                     | Votes                                                        | %                                                            |
|                                                              | Démocrate                                                    | Jesse Jackson Jr. (sortant)                                  | 146 347                                                      | 84,84                                                        |
|                                                              | Républicain                                                  | Robert Belin                                                 | 20 395                                                       | 11,82                                                        |
|                                                              | Libertarien                                                  | Anthony W. Williams                                          | 5748                                                         | 3,33                                                         |
| Total des votes                                              | Total des votes                                              | Total des votes                                              | 172 490                                                      | 100 %                                                        |
|                                                              | Les Démocrates conservent                                    |                                                              |                                                              |                                                              |

### 2008
| Élection de 2008 du 2e district congressionnel de l'Illinois | Élection de 2008 du 2e district congressionnel de l'Illinois | Élection de 2008 du 2e district congressionnel de l'Illinois | Élection de 2008 du 2e district congressionnel de l'Illinois | Élection de 2008 du 2e district congressionnel de l'Illinois |
| ------------------------------------------------------------ | ------------------------------------------------------------ | ------------------------------------------------------------ | ------------------------------------------------------------ | ------------------------------------------------------------ |
| Parti                                                        | Parti                                                        | Candidat                                                     | Votes                                                        | %                                                            |
|                                                              | Démocrate                                                    | Jesse Jackson Jr. (sortant)                                  | 251 052                                                      | 89,41                                                        |
|                                                              | Républicain                                                  | Anthony W. Williams                                          | 29 721                                                       | 10,59                                                        |
| Total des votes                                              | Total des votes                                              | Total des votes                                              | 280 773                                                      | 100 %                                                        |
|                                                              | Les Démocrates conservent                                    |                                                              |                                                              |                                                              |

### 2010
| Élection de 2010 du 2e district congressionnel de l'Illinois | Élection de 2010 du 2e district congressionnel de l'Illinois | Élection de 2010 du 2e district congressionnel de l'Illinois | Élection de 2010 du 2e district congressionnel de l'Illinois | Élection de 2010 du 2e district congressionnel de l'Illinois |
| ------------------------------------------------------------ | ------------------------------------------------------------ | ------------------------------------------------------------ | ------------------------------------------------------------ | ------------------------------------------------------------ |
| Parti                                                        | Parti                                                        | Candidat                                                     | Votes                                                        | %                                                            |
|                                                              | Démocrate                                                    | Jesse Jackson Jr. (sortant)                                  | 150 666                                                      | 80,52                                                        |
|                                                              | Républicain                                                  | Isaac Hayes                                                  | 25 883                                                       | 13,83                                                        |
|                                                              | Vert                                                         | Anthony W. Williams                                          | 10 564                                                       | 5,65                                                         |
| Total des votes                                              | Total des votes                                              | Total des votes                                              | 187 113                                                      | 100 %                                                        |
|                                                              | Les Démocrates conservent                                    |                                                              |                                                              |                                                              |

### 2012
| Élection de 2002 du 2e district congressionnel de l'Illinois | Élection de 2002 du 2e district congressionnel de l'Illinois | Élection de 2002 du 2e district congressionnel de l'Illinois | Élection de 2002 du 2e district congressionnel de l'Illinois | Élection de 2002 du 2e district congressionnel de l'Illinois |
| ------------------------------------------------------------ | ------------------------------------------------------------ | ------------------------------------------------------------ | ------------------------------------------------------------ | ------------------------------------------------------------ |
| Parti                                                        | Parti                                                        | Candidat                                                     | Votes                                                        | %                                                            |
|                                                              | Démocrate                                                    | Jesse Jackson Jr. (sortant)                                  | 188 303                                                      | 63,3                                                         |
|                                                              | Républicain                                                  | Brian Woodworth                                              | 69 115                                                       | 23,2                                                         |
|                                                              | Indépendant                                                  | Marcus Lewis                                                 | 40 006                                                       | 13,5                                                         |
| Total des votes                                              | Total des votes                                              | Total des votes                                              | 297 424                                                      | 100 %                                                        |
|                                                              | Les Démocrates conservent                                    |                                                              |                                                              |                                                              |

### 2013 (Spéciale)
| Élection de 2002 du 2e district congressionnel de l'Illinois | Élection de 2002 du 2e district congressionnel de l'Illinois | Élection de 2002 du 2e district congressionnel de l'Illinois | Élection de 2002 du 2e district congressionnel de l'Illinois | Élection de 2002 du 2e district congressionnel de l'Illinois |
| ------------------------------------------------------------ | ------------------------------------------------------------ | ------------------------------------------------------------ | ------------------------------------------------------------ | ------------------------------------------------------------ |
| Parti                                                        | Parti                                                        | Candidat                                                     | Votes                                                        | %                                                            |
|                                                              | Démocrate                                                    | Robin Kelly                                                  | 58 142                                                       | 70,8                                                         |
|                                                              | Républicain                                                  | Paul McKinley                                                | 18 072                                                       | 22,0                                                         |
|                                                              | Indépendant                                                  | Elizabeth "Liz" Pahlke                                       | 2477                                                         | 3,0                                                          |
|                                                              | Vert                                                         | LeAlan Jones                                                 | 1505                                                         | 1,8                                                          |
|                                                              | Indépendant                                                  | Marcus Lewis                                                 | 1345                                                         | 1,6                                                          |
|                                                              | Indépendant                                                  | Curtiss Llong Bey                                            | 539                                                          | 0,7                                                          |
| Total des votes                                              | Total des votes                                              | Total des votes                                              | 82 080                                                       | 100 %                                                        |
|                                                              | Les Démocrates conservent                                    |                                                              |                                                              |                                                              |

### 2014
| Élection de 2014 du 2e district congressionnel de l'Illinois | Élection de 2014 du 2e district congressionnel de l'Illinois | Élection de 2014 du 2e district congressionnel de l'Illinois | Élection de 2014 du 2e district congressionnel de l'Illinois | Élection de 2014 du 2e district congressionnel de l'Illinois |
| ------------------------------------------------------------ | ------------------------------------------------------------ | ------------------------------------------------------------ | ------------------------------------------------------------ | ------------------------------------------------------------ |
| Parti                                                        | Parti                                                        | Candidat                                                     | Votes                                                        | %                                                            |
|                                                              | Démocrate                                                    | Robin Kelly (sortante)                                       | 160 337                                                      | 78,49                                                        |
|                                                              | Républicain                                                  | Eric M. Wallace                                              | 43 799                                                       | 21,44                                                        |
|                                                              | Write-in                                                     | Marcus Lewis                                                 | 130                                                          | 0,06                                                         |
| Total des votes                                              | Total des votes                                              | Total des votes                                              | 204 266                                                      | 100 %                                                        |
|                                                              | Les Démocrates conservent                                    |                                                              |                                                              |                                                              |

### 2016
| Élection de 2016 du 2e district congressionnel de l'Illinois | Élection de 2016 du 2e district congressionnel de l'Illinois | Élection de 2016 du 2e district congressionnel de l'Illinois | Élection de 2016 du 2e district congressionnel de l'Illinois | Élection de 2016 du 2e district congressionnel de l'Illinois |
| ------------------------------------------------------------ | ------------------------------------------------------------ | ------------------------------------------------------------ | ------------------------------------------------------------ | ------------------------------------------------------------ |
| Parti                                                        | Parti                                                        | Candidat                                                     | Votes                                                        | %                                                            |
|                                                              | Démocrate                                                    | Robin Kelly (sortante)                                       | 235 051                                                      | 79,81                                                        |
|                                                              | Républicain                                                  | John F. Morrow                                               | 59 471                                                       | 20,19                                                        |
| Total des votes                                              | Total des votes                                              | Total des votes                                              | 294 522                                                      | 100 %                                                        |
|                                                              | Les Démocrates conservent                                    |                                                              |                                                              |                                                              |

### 2018
| Élection de 2018 du 2e district congressionnel de l'Illinois | Élection de 2018 du 2e district congressionnel de l'Illinois | Élection de 2018 du 2e district congressionnel de l'Illinois | Élection de 2018 du 2e district congressionnel de l'Illinois | Élection de 2018 du 2e district congressionnel de l'Illinois |
| ------------------------------------------------------------ | ------------------------------------------------------------ | ------------------------------------------------------------ | ------------------------------------------------------------ | ------------------------------------------------------------ |
| Parti                                                        | Parti                                                        | Candidat                                                     | Votes                                                        | %                                                            |
|                                                              | Démocrate                                                    | Robin Kelly (sortante)                                       | 190 684                                                      | 81,06                                                        |
|                                                              | Républicain                                                  | David Merkle                                                 | 44 567                                                       | 18,94                                                        |
| Total des votes                                              | Total des votes                                              | Total des votes                                              | 235 251                                                      | 100 %                                                        |
|                                                              | Les Démocrates conservent                                    |                                                              |                                                              |                                                              |

### 2020
| Élection de 2020 du 2e district congressionnel de l'Illinois | Élection de 2020 du 2e district congressionnel de l'Illinois | Élection de 2020 du 2e district congressionnel de l'Illinois | Élection de 2020 du 2e district congressionnel de l'Illinois | Élection de 2020 du 2e district congressionnel de l'Illinois |
| ------------------------------------------------------------ | ------------------------------------------------------------ | ------------------------------------------------------------ | ------------------------------------------------------------ | ------------------------------------------------------------ |
| Parti                                                        | Parti                                                        | Candidat                                                     | Votes                                                        | %                                                            |
|                                                              | Démocrate                                                    | Robin Kelly (sortante)                                       | 234 896                                                      | 78,81                                                        |
|                                                              | Républicain                                                  | Theresa Raborn                                               | 63 142                                                       | 21,19                                                        |
| Total des votes                                              | Total des votes                                              | Total des votes                                              | 298 038                                                      | 100 %                                                        |
|                                                              | Les Démocrates conservent                                    |                                                              |                                                              |                                                              |

### 2022
| Primaire Républicaine de 2022 du 2e district congressionnel de l'Illinois | Primaire Républicaine de 2022 du 2e district congressionnel de l'Illinois | Primaire Républicaine de 2022 du 2e district congressionnel de l'Illinois | Primaire Républicaine de 2022 du 2e district congressionnel de l'Illinois | Primaire Républicaine de 2022 du 2e district congressionnel de l'Illinois |
| ------------------------------------------------------------------------- | ------------------------------------------------------------------------- | ------------------------------------------------------------------------- | ------------------------------------------------------------------------- | ------------------------------------------------------------------------- |
| Parti                                                                     | Parti                                                                     | Candidat                                                                  | Votes                                                                     | %                                                                         |
|                                                                           | Républicain                                                               | Thomas Lynch                                                              | 10 289                                                                    | 37,2                                                                      |
|                                                                           | Républicain                                                               | Shane Cultra                                                              | 9869                                                                      | 35,6                                                                      |
|                                                                           | Républicain                                                               | Ashley Ramos                                                              | 7524                                                                      | 27,2                                                                      |

| Primaire Démocrate de 2022 du 2e district congressionnel de l'Illinois | Primaire Démocrate de 2022 du 2e district congressionnel de l'Illinois | Primaire Démocrate de 2022 du 2e district congressionnel de l'Illinois | Primaire Démocrate de 2022 du 2e district congressionnel de l'Illinois | Primaire Démocrate de 2022 du 2e district congressionnel de l'Illinois |
| ---------------------------------------------------------------------- | ---------------------------------------------------------------------- | ---------------------------------------------------------------------- | ---------------------------------------------------------------------- | ---------------------------------------------------------------------- |
| Parti                                                                  | Parti                                                                  | Candidat                                                               | Votes                                                                  | %                                                                      |
|                                                                        | Démocrate                                                              | Robin Kelly (sortante)                                                 | 56 606                                                                 | 100%                                                                   |

| Élection de 2022 du 2e district congressionnel de l'Illinois | Élection de 2022 du 2e district congressionnel de l'Illinois | Élection de 2022 du 2e district congressionnel de l'Illinois | Élection de 2022 du 2e district congressionnel de l'Illinois | Élection de 2022 du 2e district congressionnel de l'Illinois |
| ------------------------------------------------------------ | ------------------------------------------------------------ | ------------------------------------------------------------ | ------------------------------------------------------------ | ------------------------------------------------------------ |
| Parti                                                        | Parti                                                        | Candidat                                                     | Votes                                                        | %                                                            |
|                                                              | Démocrate                                                    | Robin Kelly (sortante)                                       | 127 650                                                      | 65,0                                                         |
|                                                              | Républicain                                                  | Thomas Lynch                                                 | 68 761                                                       | 35,0                                                         |
| Total des votes                                              | Total des votes                                              | Total des votes                                              | 196 411                                                      | 100 %                                                        |
|                                                              | Les Démocrates conservent                                    |                                                              |                                                              |                                                              |

### 2024
| Primaire Démocrate de 2024 du 2e district congressionnel de l'Illinois | Primaire Démocrate de 2024 du 2e district congressionnel de l'Illinois | Primaire Démocrate de 2024 du 2e district congressionnel de l'Illinois | Primaire Démocrate de 2024 du 2e district congressionnel de l'Illinois | Primaire Démocrate de 2024 du 2e district congressionnel de l'Illinois |
| ---------------------------------------------------------------------- | ---------------------------------------------------------------------- | ---------------------------------------------------------------------- | ---------------------------------------------------------------------- | ---------------------------------------------------------------------- |
| Parti                                                                  | Parti                                                                  | Candidat                                                               | Votes                                                                  | %                                                                      |
|                                                                        | Démocrate                                                              | Robin Kelly (sortante)                                                 | 56 732                                                                 | 100%                                                                   |

| Primaire Républicaine de 2024 du 2e district congressionnel de l'Illinois | Primaire Républicaine de 2024 du 2e district congressionnel de l'Illinois | Primaire Républicaine de 2024 du 2e district congressionnel de l'Illinois | Primaire Républicaine de 2024 du 2e district congressionnel de l'Illinois | Primaire Républicaine de 2024 du 2e district congressionnel de l'Illinois |
| ------------------------------------------------------------------------- | ------------------------------------------------------------------------- | ------------------------------------------------------------------------- | ------------------------------------------------------------------------- | ------------------------------------------------------------------------- |
| Parti                                                                     | Parti                                                                     | Candidat                                                                  | Votes                                                                     | %                                                                         |
|                                                                           | Républicain                                                               | Ashley Ramos                                                              | 20 527                                                                    | 100%                                                                      |

| Élection de 2024 du 2e district congressionnel de l'Illinois | Élection de 2024 du 2e district congressionnel de l'Illinois | Élection de 2024 du 2e district congressionnel de l'Illinois | Élection de 2024 du 2e district congressionnel de l'Illinois | Élection de 2024 du 2e district congressionnel de l'Illinois |
| ------------------------------------------------------------ | ------------------------------------------------------------ | ------------------------------------------------------------ | ------------------------------------------------------------ | ------------------------------------------------------------ |
| Parti                                                        | Parti                                                        | Candidat                                                     | Votes                                                        | %                                                            |
|                                                              | Démocrate                                                    | Robin Kelly (sortante)                                       | 195 777                                                      | 67,5                                                         |
|                                                              | Républicain                                                  | Ashley Ramos                                                 | 94 004                                                       | 32,4                                                         |
|                                                              | Indépendant                                                  | Mike Vick (write-in)                                         | 33                                                           | 0,0                                                          |
|                                                              | Write-In                                                     | Write-In                                                     | 29                                                           | 0,0                                                          |
| Total des votes                                              | Total des votes                                              | Total des votes                                              | 289 843                                                      | 100 %                                                        |
|                                                              | Les Démocrates conservent                                    |                                                              |                                                              |                                                              |

## Référence
1. ↑  (en) Stanley B. Parsons ; William W. Beach ; Dan Hermann, « United States Congressional Districts 1788-1841 »
2. ↑  (en) « U.S. Census Bureau map »
3. ↑  (en) Illinois Board of Elections, « Illinois Congressional District 2 »
4. ↑  (en) the original, « "South Deering :: Wisconsin Steel" »
5. ↑  (en) the original, « "South Chicago :: U.S. Steel" »
6. ↑  (en) « "Acme Steele Co" »
7. ↑  (en) Illinois State Board of Elections, « 2014 Illinois 2nd district election results »
8. ↑  (en) Illinois State Board of Elections, « 2016 Illinois 2nd district election results »
9. ↑  (en) Illinois State Board of Elections, « 2018 Illinois 2nd district election results »
10. ↑  (en) Illinois State Board of Elections, « 2020 Illinois 2nd district election results »
11. ↑  (en) CNN, « 2024 Illinois Democratric Primary »
12. ↑  (en) CNN, « 2024 Illinois Republican Primary »
13. ↑  (en) Ballotpedia, « 2024 Illinois House Election »